# ヴカシン・ムルニャヴチェヴィチ (セルビア王)

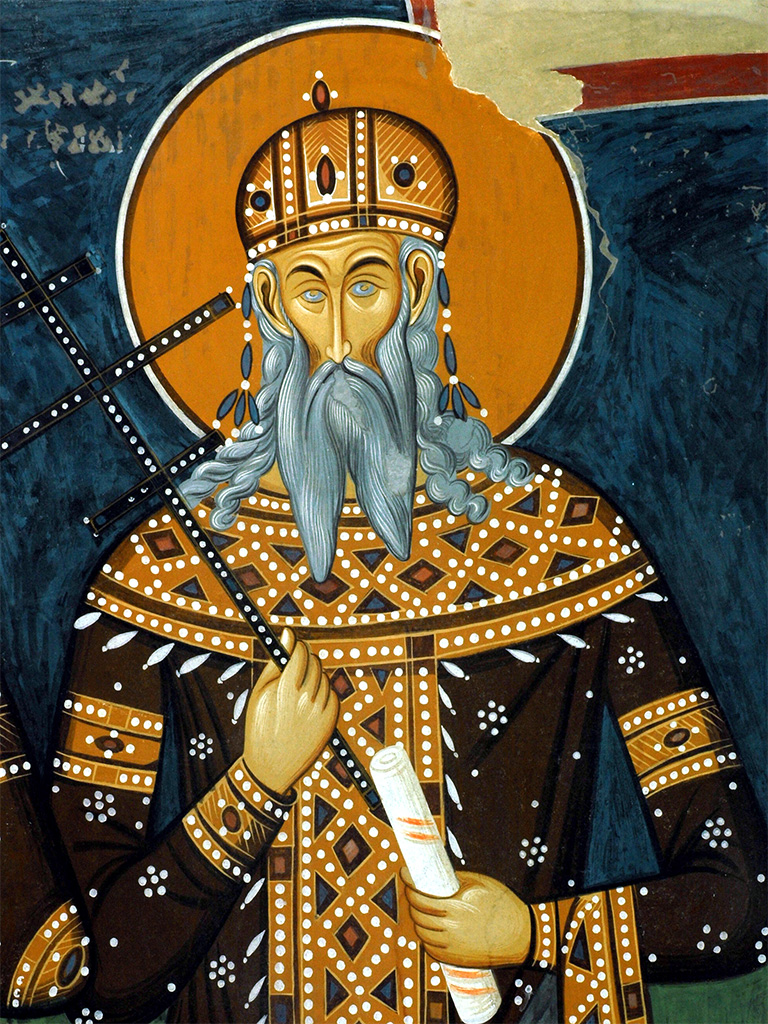
マケドニアのPsača修道院に描かれたヴカシンのフレスコ画

ヴカシン・ムルニャヴチェヴィチ（セルビア語: Вукашин Мрњавчевић, ラテン文字:Vukašin Mrnjavčević セルビア語発音: [ʋukǎʃin mr̩̂ɲaːʋt͡ʃɛʋit͡ɕ], 1320年? - 1371年9月26日）は、1365年から1371年にかけてセルビアとマケドニアの一部を支配した僭主である。

## 出自
17世紀のラグーザの歴史家Mavro Orbinは、ヴカシンと彼の兄弟であるヨヴァン・ウグリェシャはボスニア西部のリヴノで生まれ、フム（現在のザクルミア）出身のMrnjavaという名の小貴族を父に持つと述べている。Orbinの記述のいくつかは当時の伝聞を基にしているが、1280年のラグーザの文書にはフム近郊のトラヴニア（トレビニェ）出身の貴族Mrnjavaについて言及が確認できる。また、1289年に発行された特許状の中には、セルビア王ステファン・ウロシュ2世ミルティンの母ヘレナの会計係としてMrnjavaの名前が現れる。1326年にフムがボスニア王国によって併合された後、Mrnjavaと彼の家族はリヴノに移ったと考えられている。1350年のセルビア皇帝ステファン・ウロシュ4世ドゥシャンのボスニア攻撃において、Mrnjavaの一族は他のフムの貴族と同じようにセルビアを支持したと思われるが、戦後ボスニア政府からの処罰を逃れてセルビアに移住した。

## 生涯
セルビア帝国がマケドニア南部に勢力を拡大した後、ギリシア人で構成されるマケドニア在地の封建領主はセルビア人の領主に代えられ、その多くがフムとトラヴニアの出身者だった。1350年ごろ、ヴカシンはウロシュ4世より、プリレプのジュパン（地方の統治者）に任命される。プリレプに赴任したヴカシンは力を蓄え、1355年にドゥシャンが急死した時点ではセルビアの最有力者の一人に数えられるようになり、ウロシュ4世の跡を継いだステファン・ウロシュ5世はヴカシンにデスポット（僭主）の称号を認めた。1365年にヴカシンはウロシュ5世の共同統治者として、「セルビア人とギリシャ人の王」の称号を帯びた。ヴカシンはプリズレン、スコピエ、プリレプを支配し、セラエ（セレス）のデスポットである兄弟のウグリェシャと良好な関係を保った。やがてヴカシンはウロシュ5世と肩を並べる実力を持つようになる。
1370年にヴカシンはアトス山の修道院に寄付を行い、バルカン半島で勢力を拡大しつつあるオスマン帝国との戦争の準備に取り掛かる。1371年6月にヴカシンはトレビニェを攻撃することを予定していたが、実行には移されなかった。同年9月、ヴカシンはウグリェシャと反オスマン連合を結成し、オスマン領に進軍する。9月26日にヴカシン・ウグリェシャの連合軍は将軍ララ・シャヒーン・パシャが率いるオスマン軍とマリツァ河畔で遭遇する（マリツァの戦い）。連合軍は休憩中にオスマン軍の奇襲を受けて大敗し、ヴカシン自身も戦闘の中で落命した。

## 家族
ヴカシンは妻イェレナとの間に少なくとも5人の子をもうけた。
- マルコ（英語版）
- Andrijaš
- Dmitar
- Ivaniš
- Olivera